# هايلي لو
هايلي لو (من مواليد 18 نوفمبر 1992) هي ممثلة ومغنية كندية ، اشتهرت بتمثيلها لفاليري براون في سلسلة الدراما ريفرديل و ليزي إليوت في سلسلة الخيال العلمي على نتفليكس، الكربون المعدل.

## النشأة والمهنة
ولدت لو في 18 نوفمبر 1992 في فانكوفر ، كولومبيا البريطانية ، كندا. ظهرت لأول مرة في دور متكرر مثل فاليري براون في سلسلة الدراما CW ريفرديل .  بعد تمثيلها ، فازت بأدوار في البرامج التلفزيونية والأفلام.

## الأعمال

### الأفلام
| عام        | عنوان                           | وظيفة        | ملاحظات              |
| ---------- | ------------------------------- | ------------ | -------------------- |
| 2018       | الرومانسية الجديدة              | نيكي موريسون |                      |
| 2020       | من تلقاء نفسها                  | تيس          | مرحلة ما بعد الإنتاج |
| يُعلن لاحقًا | مارك وماري وبعض الأشخاص الآخرين | ماري         | مرحلة ما بعد الإنتاج |

### المسلسلات
| عام     | عنوان          | وظيفة        | ملاحظات        |
| ------- | -------------- | ------------ | -------------- |
| 2017-18 | ريفرديل        | فاليري براون | دور متكرر      |
| 2017    | الترتيب        | فينا         | الحلقة: التسرب |
| 2017    | ستيكمان        | إيما         | فيلم تلفزيوني  |
| 2018    | الكربون المعدل | ليزي إليوت   | دور متكرر      |

## الإصدارات الموسيقية
- هايلييو ( ألبوم مصغر ) - (2016) [3]

## روابط خارجية
- هايلي لو في قاعدة بيانات الأفلام على الإنترنت